# San Michele di Cervasca
San Michele di Cervasca (La Villa nel dialetto locale) è una frazione del comune di Cervasca in provincia di Cuneo.

## Descrizione

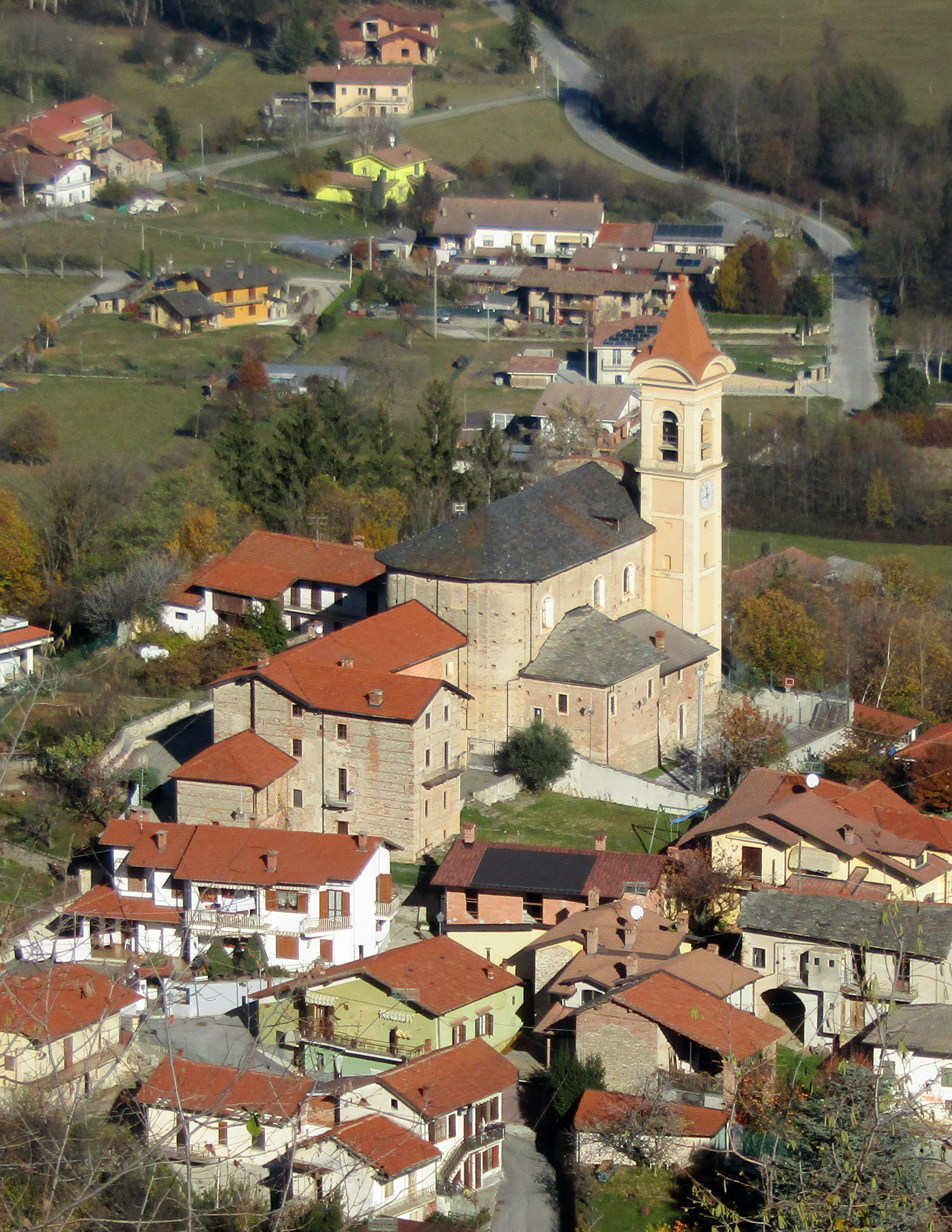
La chiesa di San Michele

Il piccolo centro abitato è situato sotto il santuario di San Maurizio (santuario degli alpini cuneesi caduti in Russia) a circa 704 m s.l.m. La strada che vi passa in mezzo divide il comune di Cervasca e il comune di Vignolo. Vicino alla chiesa dedicata all'arcangelo S. Michele, innalzata all'inizio dell'800, vi è un antico palazzo (ora centro A.C.L.I. del paese) che originariamente era la sede comunale di Cervasca. Andando verso il capoluogo si può vedere la più antica chiesa di tutta la zona cervaschese e vignolese dedicata alla Madonna del belvedere.
Non lontano da San Michele di Cervasca, alle falde del Monte Colletto, si trova un "villaggio fantasma" chiamata Prato Gaudino (in piemontese Pragudin). Nel libro "Il mondo dei vinti" di Nuto Revelli pubblicato negli anni settanta degli anziani che raccontano la loro vita sono originari da San Michele e da Prato Gaudino; lo stesso Revelli riporta alcune testimonianze degli abitanti di San Michele anche in altre sue opere, come La strada del davai. San Michele è inoltre citato nel romanzo di Lalla Romano Un sogno del nord.